# Karabiniers
Karabiniers, Carabiniers oder Karabiniere waren ursprünglich mit dem Karabiner, einem kurzläufigen Gewehr, bewaffnete Soldaten. In einigen Armeen hat sich der Begriff aus Traditionsgründen für modern ausgerüstete Einheiten gehalten. In manchen romanischsprachigen Staaten bezeichnet der Begriff in der jeweiligen Landessprache heute auch Polizisten.

## Infanterie und Kavallerie

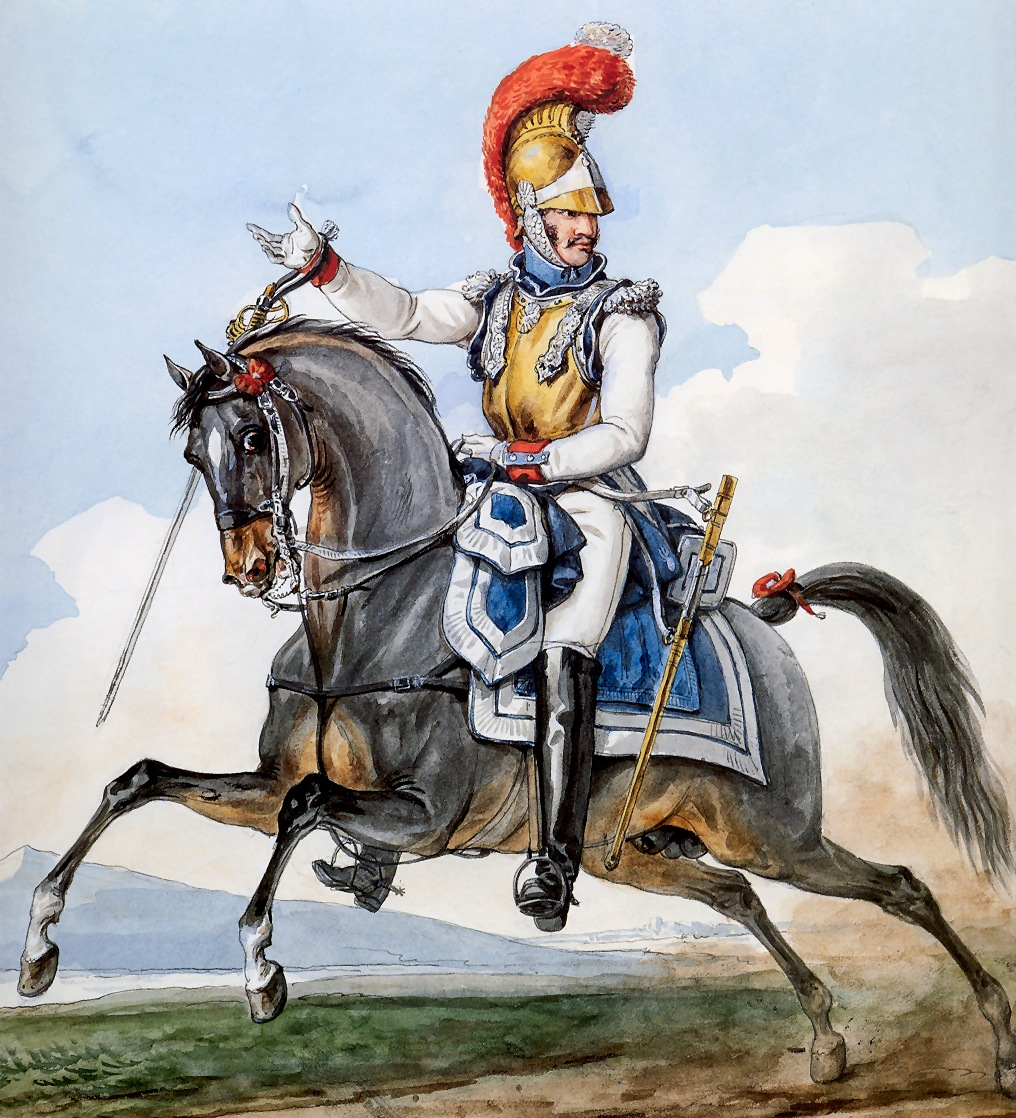
Offizier des 1. Karabinier-Regiments, Frankreich 1810–1815 (von Antoine Charles Horace Vernet)

Karabiniers wurden insbesondere bei der Kavallerie teils als Spezialisten den regulären Eskadrons oder Kompanien, teils als geschlossene Einheit den Regimentern zugeteilt. Der Karabiner hatte ursprünglich, im Gegensatz zur gängigen Muskete, einen zielgenaueren, weil mit Zügen versehenen, Lauf. In der altpreußischen Reiterei wurden vielfach die Gefreiten Karabiniere genannt. Später wurden die Karabiniers in verschiedenen Heeren als Elitetruppen zu selbständigen Regimentern zusammengezogen.
In der napoleonischen Grande Armée rangierten die beiden Karabinierregimenter (dort ab 1809 faktisch Kürassiere) z. B. an der Spitze der Linienkavallerie. Bei der Leichten Infanterie bildeten sie als Elitekompanien das Gegenstück zu den Grenadieren der Linieninfanterie.
Die Bezeichnung Karabiniers kam im Verlauf des 19. Jahrhunderts zunehmend außer Gebrauch, da sich auch die waffentechnische Sonderstellung der Karabiniers zunehmend verlor. Einerseits wurde bei der Kavallerie der Karabiner allgemein eingeführt, andererseits erhielten wegen des schnelleren Ladevorgangs und nicht zuletzt aus Kostengründen auch Karabiniers oft nur mehr glattläufige Gewehre. Zur Jahrhundertmitte wurden außerdem mit Einführung von Minié-Geschossen auch für die Masse des Heeres Gewehre mit gezogenem Lauf üblich.
Aus Traditionsgründen führte z. B. in Sachsen das 2. Schwere Regiment der Kavallerie noch bis 1919 den Namen Karabinier-Regiment. Die britischen Royal Scots Dragoon Guards (inzwischen ein Panzerverband) führen als offiziellen Beinamen bis heute die Bezeichnung Carabiniers and Greys. Das 1. Bataillon der Midium Brigade des belgischen Heeres führt die Bezeichnung Carabiniers/Grenadiers.

## Polizei und Gendarmerie

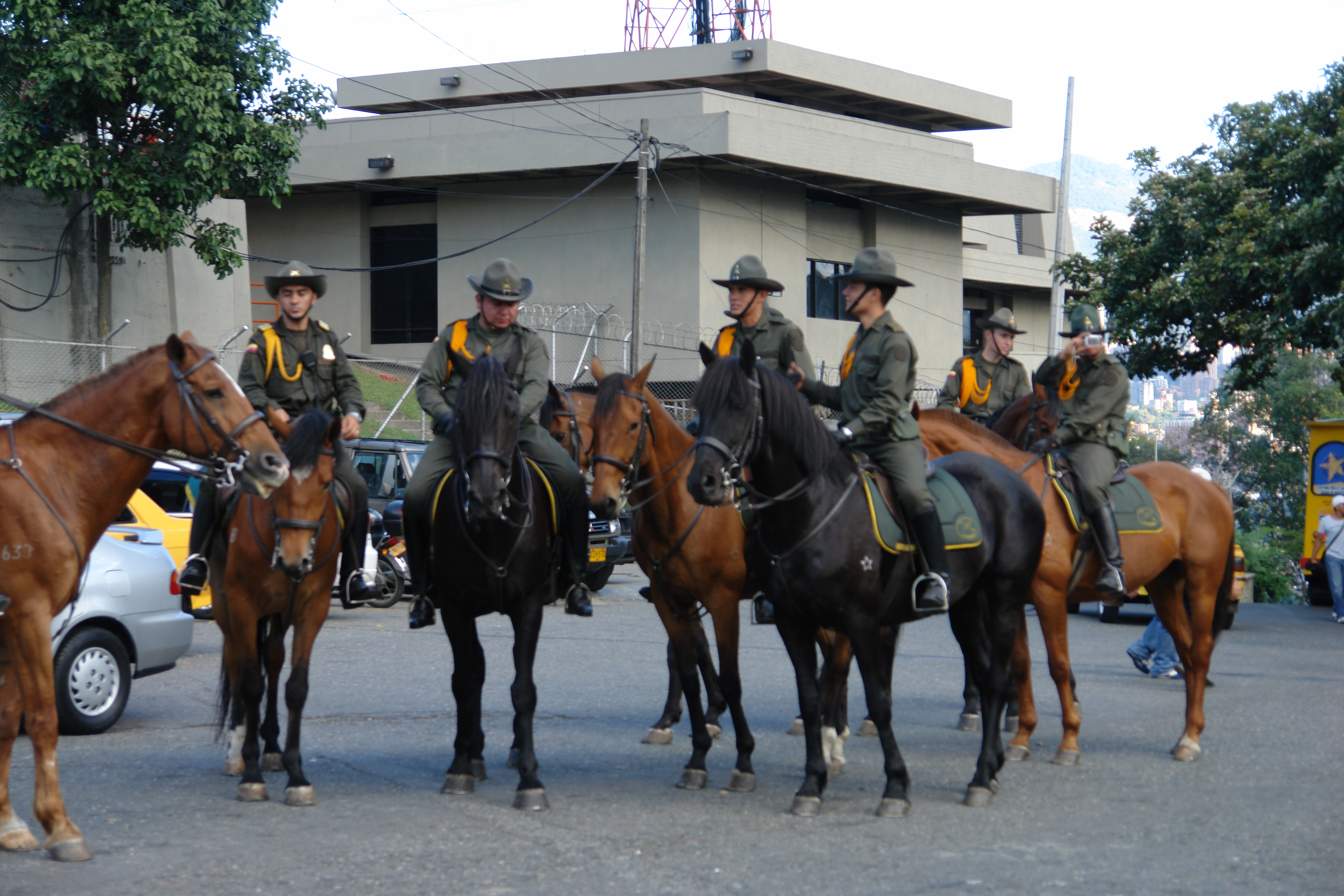
Berittene Carabineros der Policia Nacional Kolumbiens

Im Königreich Sardinien wurde 1814 eine Gendarmerietruppe nach französischem Vorbild aufgestellt, die auch im heutigen Italien noch die ursprüngliche Bezeichnung „Carabinieri“ führt und, 2000 aus dem Heer ausgegliedert, seitdem die vierte Teilstreitkraft ist. Eine ähnliche Entwicklung gab es z. B. bei den Carabineros de Chile und in Kolumbien.